# قلعه برویشکانی
بقایای قلعه برویشکانی در شهرستان بانه، بخش ننور، دهستان ننور، روستای برویشکانی واقع شده و این اثر در تاریخ ۱۵ دی ۱۳۸۷ با شمارهٔ ثبت ۲۴۱۶۹ به‌عنوان یکی از آثار ملی ایران به ثبت رسیده است.